# 골법
골법(骨法)은 맨손으로 급소 가격을 하는 것이 주가 되는 호신술이다. 일본 무술이라고 하면 간간히 떠올리는 호신술이지만, 암기를 손에 착용하고 사용하는 무술인 골법(이를 "강법"(强法)이라고도 한다)과 유술의 일부가 아닌 골법이라는 명칭의 독립적인 맨손 격투술이 일본 무술에 존재했었다고 주장하는 사람들은 호리베 세이시(堀辺正史) 일파뿐이다.

## 유래
크게 두 가지 설로 나뉜다.

### 중국 기원설 1
호리베 세이시 계통 이외의 골법 유파(옥호류, 호도류, 고전골법체술원류천심류(古代骨法体術源流天心流) 등)은 중국 무술이 기원이라고 하고, 골법이 유술 등 일본의 전통 맨손 무술의 이명 중 하나인 것도 부정하지 않는다. 일본 고유설을 주장한 호리베 세이시는 자신의 저서 <훤화운골법>(喧嘩芸骨法)에서 "골법이 당나라의 승려 · 간진에게서 배운 중국 권법이라는 설은 후지와라 나카마로에 의해 조작된 것이다" 라고 저술했다. 또한 호리베는 저서에서 호리베의 옆 집에는 후지와라 나카마로와 시가 세이린(志賀清林)을 동일 인물로 취급하는 이야기가 있었다고 적었다. 하지만 이 구전 내용은 호리베 자신이 저서에서 "이 두 사람은 동일 인물이었다고는 볼 수 없다"라고 적었다.

### 중국 기원설 2
중국의 조옥호(姚玉虎)가 시작하고 장무승(張武勝)이 일본에 전했다는 설이다.

### 일본 고유설
이것은 현재 호리베 세이시의 일파만 주장하고 있다. 호리베의 주장에 따르면, 골법은 유술 등 일본의 전통 맨손 무술과 전혀 다른 무술이라고 주장하고 있다. 호리베는, 골법은 나라 시대의 무인, 오오토모 코마로(大伴古麻呂)부터 전해지는 일본의 독자적인 권법이라고 하고 있다.
노미 스쿠네(野見宿禰)와 타이마 케하야(当麻蹴速)의 대결이 현재의 스모와 달리, 서로 격한 발차기를 하는 스포츠였다는 것을 토대로 고대부터 일본에 권법이 존재했다는 증거로 하여 이것이 스모의 기원이라고 추정하고있다. 나라 시대, 진키 3년에 시가 세이린에 의해 "찌르기 때리기 · 차기"의 삼수가 금지되었다고 하며, 일반적으로 고대시대 스모의 별칭으로하는 "수기(手乞)"는 제정 이전이 무술 의 호칭이라고하고있다. 순수한 무술을 "수기(手乞)"· 무술을 응용 한 의료 행위가 "골법(骨法)"이라고 하는 주장도 있다.
또한、후지와라 나카마로의 일기인 중우기(中右記)에 "스모는 강하다고 알려져 있지만, 좀 더 골법을 몸에 익히지 않으면..."이라는 의미의 문장으로 미나모토 요시이에(源義家)의 가신 大宅光房에 대해 비평을 썼는데, "스모가 강하다고 알려져 있지만, 좀 더 기본을 몸에 익혀야..." 이라고 해석된다. 호리베는 이 기술을 골법이라는 무술의 존재를 증명하는 것이라고 주장하고 있다.
그 후, 미나모토 요시이에의 동생은 쇠퇴하고 있었다. 골법을 부흥시키고, 그의 자손중 한 명에게만 계승시키고 다른 자식들에게는 알리지 않았다. 현재에 이러서 (호리베 가문이 미나모토 요시이에의 후예라고 한다) 골법 중에서 호리베 가전으로 취급되는 것은 사가골법(司家骨法)이라고 칭한다고 한다.
호리베는 전승된 기술을 통해 실전에 맞게 개량시켜, 스스로 유파의 창시자를 자처하고 있다. 최초로 집안 대대로의 무술 명칭을 "환골술(換骨術)"이라고 했다. 한동안 대동유합기유술(大東流合気柔術)의 사가와 도장(佐川道場)에 몸을 담고 있었지만, 사가와 도장 문하생이었던요시마루 케이세츠(吉丸貞雄)와 함께 독립한 후에 "환골권"(換骨拳)으로 개명하였다가 이후 "골법"이라고 다시 이름을 바꿨다.
호리베의 주장에 따르면, 대반고마려(大伴古麻呂)는 "철저한"(徹し)라고 불리는 비기를 사용했다고 한다. 이는 중국 권법의 침투경(浸透勁)와 비슷한 것으로 여겨지지만, 이후 유실되었고 호리베 세이시가 오늘날 부활시켰다고 주장하고 있다.

## 골법이라고 불리는 다른 유파
다음 목록은 호리베 세이시와 무관한 것을 포함한다.
- 고대골법체술원류천심류
- 구귀신전류(ja:九鬼神伝流九鬼神伝流)
- 신도살활류(ja:神道殺活流神道殺活流)
- 신명활살류(ja:神明活殺流)
- 무도골법류(無刀骨法流) - 전국 시대의 아키모토 노리마사(秋元則正)를 유조로 하는 골법술의 유파이다.
- 호도류(虎倒流) -  전국 시대에 옥호류골지술으로부터 분류된 골법술의 유파이자 아즈치모모야마 시대의 토다사쿄이쯔신사이(一心)가 유조로 여겨진다.戸田左京一心斎가 유조로 알려져 있다.
- 의감류(ja:義鑑流)
- 운은류(雲隠流)
- 무풍류(武風流) - 호도류(ja) 골법술으로부터 파생되어 쇼와 시대에 열린 골법의 일종이었다. 골법・유술・봉술 등을 포함한다. 유조는 ja: 신도천심류(神道天心流)를 배운 타케우치 노부요시(竹内信義)로 알려져 있다.
- 옥심류(玉心流)
- 출운류(出雲流)
- 무전류(武田流)
- 옥호류(玉虎流)
- 소천류(小川流)
- 죽내류(竹内流) - 기술 중 하나로, "병풍 넘어뜨리기"(屏風倒し)라는 역돌려차기와 비슷한 기술이 있다.
- 찬기류(讃岐流)
- 수부류(水府流)
- 비전류(備前流)

## 같이 보기
- 닌자팔문
- 권법
- 중국의 무술
- 격투기
- 야노 타쿠미(矢野卓見) (ja)
- 침투경(浸透勁) (ja)
- 골법전설몽필살권(骨法伝説夢必殺拳) (ja)